# Osobne zamjenice
██ obvezne lične zamjenice
██ u nekdanjim jezicima zamjenice nisu bile obavezne
Lične zamjenice ili osobne zamjenice podskupina su zamjenica koja postoji u svim prirodnim jezicima.
U gramatikama na hrvatskome rabe se oba naziva, lične i osobne, te postoji spor oko nazivlja. Većina kroatista daje prednost licu, dok neki daju prednost osobi.
Lične zamjenice označavaju "lice" u komunikaciji (1., 2. i 3.). One su jedini način označavanja 1. i 2. lica (osobe), a u 3. licu zamjenjuju imenice.

## Uporaba
Po načinu uporabe zamjenicâ jezici se mogu podijeliti u dvije skupine:
- neki jezici omogućavaju izostavljanje zamjenicâ u službi subjekta (npr. hrvatski: ja spavam ili spavam); ti se jezici nazivaju engleskim nazivom pro-drop (pronoun dropping, "izostavljanje zamjenica");[4]
- drugi jezici ne omogućavaju izostavljanje zamjenicâ (npr. engleski: ne može se izostaviti I u I am sleeping).

Tek mali broj jezika u svijetu omogućava izostavljanje zamjenica, ali je zanimljivo da ih u Europi ima dosta: slavenski jezici, svi germanski jezici i francuski.

## U hrvatskome jezičnom standardu
Kategoriju lica imaju lične i posvojne zamjenice te glagoli, dok se ona više ne luči u pokaznim zamjenicama. Kategorija lica može se javiti u jednini i množini.
Bitna je osobina zamjenicâ pojavnost skraćenih (enklitičkih) oblika u mnogim padežima, pri čemu skraćeni oblici dolaze na 2. mjesto u rečenici po pravilnom poretku riječi.

### Oblici
| j e d n i n a | N  | jâ          | tî        | ôn          | òna         | òno         |
| j e d n i n a | G  | mene, me    | tebe, te  | njega, ga   | njê, je     | njega, ga   |
| j e d n i n a | D  | meni, mi    | tebi, ti  | njemu, mu   | njôj, joj   | njemu, mu   |
| j e d n i n a | A  | mene, me    | tebe, te  | njega, ga   | njû, ju, je | njega, ga   |
| j e d n i n a | V  | -           | ti        | -           | -           | -           |
| j e d n i n a | L  | meni        | tebi      | njemu, njem | njôj        | njemu, njem |
| j e d n i n a | I  | mnôm, mnôme | tobom     | njîm, njîme | njôm, njôme | njîm, njîme |
| m n o ž i n a | N  | mî          | vî        | òni         | òne         | òna         |
| m n o ž i n a | G  | nâs, nas    | vâs, vas  | njîh, ih    | njîh, ih    | njîh, ih    |
| m n o ž i n a | D  | nama, nam   | vama, vam | njima, im   | njima, im   | njima, im   |
| m n o ž i n a | A  | nâs, nas    | vâs, vas  | njîh, ih    | njîh, ih    | njîh, ih    |
| m n o ž i n a | V  | -           | vi        | -           | -           | -           |
| m n o ž i n a | LI | nama        | vama      | njima       | njima       | njima       |

### Pravila
Ako govorimo o nenaglašenom obliku, običan oblik 3. lica jednine ženskoga roda  (nju) u akuzativu jednine u starijoj je hrvatskoj književnosti i gramatikama bio ju, no poslije je zbog raznih utjecaja prevagnuo oblik je i sada ga neke gramatike navode kao jedini ispravan oblik, dok druge dopuštaju oba. Oblik ju može se rabiti i zbog izbjegavanja ponavljanja istog sloga, primjerice:
- Vidio ju je. (Vidio je je.)
- Koje ju skladbe opuštaju? (Koje je skladbe opuštaju?)
- Gdje ju je stavio? (Gdje je je stavio?)

Akuzativ jednine lične zamjenice on može glasiti i nj uz prijedloge kroz, nad, pod, pred, uz koji dobivaju navezak a.
- kroza nj, nada nj, poda nj, preda nj, uza nj

Naglašeni se oblici rabe kad su u oprjeci jedan prema drugome, radi isticanja ili iza nekih prijedloga:
- Okrivit će tebe, a ne mene.
- Vjerujem njemu.
- Napravio je to bez mene.

Za razliku od nekih drugih jezika (primjerice engleskoga), u hrvatskome se jeziku zamjenice ne moraju navoditi uz glagolske oblike, a ako se navode, to je radi isticanja.
- bio je vidio, promatrasmo, hodala je, vidjeh, trčiš, pisat će (normalna uporaba)
- on je bio vidio, mi promatrasmo, ona je hodala, ja vidjeh, ti trčiš, on/ono će pisati (isticanje)

### Pravopis
U svim hrvatskim pravopisima se neke zamjenice mogu pisati velikim početnim slovom.
Lične zamjenice se mogu pisati velikim početnim slovom ako se odnose na Boga:
- U Njemu je spasenje.

U dopisivanju s pojedincima, lična se zamjenica vi u svim svojim oblicima može pisati velikim slovom.
- Molim Vas razmatranje moje molbe!

Ali, ako se obraćamo većem broju ljudi, zamjenica se i dalje piše malim slovom:
- Javljamo vam da je seminar odgođen.